# الطحيل (مأرب)

تعديل مصدري - تعديل

الطحيل هي إحدى قرى عزلة ال قزعة بمديرية مأرب التابعة لمحافظة مأرب، بلغ تعداد سكانها 462 نسمة حسب تعداد اليمن لعام 2004.